# 上本訓久
上本 訓久（うえもと のりひさ、1978年6月6日 - ）は、日本の声楽家（テノール歌手）である。藤原歌劇団団員。

## 来歴
広島県尾道市向東町出身。盈進高等学校在学中はラグビー部に所属。洗足学園音楽大学、同大学大学院修了。大学院在学中には新国立劇場の合唱団に所属。2002年に東京で開催された第1回ベルカントコンコルソのテノール第2位。卒業後はイタリアのナポリに留学。2004年、国立サレルノG.マルトゥッチ音楽院に入学し、オペラ歌手エンニョ・カペーチェの指導を受ける。ナポリ在留中にカンピ・フレグレイ国際声楽コンクールで1位となる。
ベルヴェデーレオペラ・オペレッタコンクール日本代表。2007年にはタイのバンコクに招待され、交響曲第9番 (ベートーヴェン)のソリストを務めた。

## 受賞歴
- 第1回ベルカントコンコルソ テノール第2位（2002年）[4][2]
- カンピ・フレグレイ国際声楽コンコルソ第1位[2]

## 歌謡収録CD
- 「誰も寝てはならぬ」 (規格番号：YZBL-1006、2008年7月Belta Record） 
  - アーティスト　テノール:上本訓久、ピアノ:谷川明
- 「グランデ　アモーレ～すべての愛をあなたへ～」 (規格番号：YZBL-1041、2014年10月Belta Record　販売　クラウン徳間ミュージック） 
  - アーティスト　テノール:上本訓久、ピアノ:谷川明